# Southside (album Lloyda)
Southside – pierwszy solowy album piosenkarza R&B, Lloyda wydany w 2004 roku. Promuje go singel Southside wykonywany z Ashanti.

## Lista utworów
1. ATL Tales/Ride Wit Me (gościnnie Ja Rule) 5:16
2. Hey Young Girl 3:57
3. Southside (gościnnie Ashanti) 4:37
4. Feelin' U 4:05
5. Take It Low 4:28
6. Hustler (gościnnie Chink Santana) 3:57
7. My Life 4:07
8. Caddilac Love (gościnnie Taniya) 3:55
9. Trance (gościnnie Lil' Wayne) 4:42
10. Feels So Right 4:38
11. This Way 4:07
12. Miss Lady (Interlude) 1:45
13. Sweet Dreams 4:11
14. I'm a G (gościnnie 4 Ever) 3:48
15. Yesterday 5:21
16. Southside (Remix) (gościnnie Scarface i Ashanti) 5:18